# 高田真里

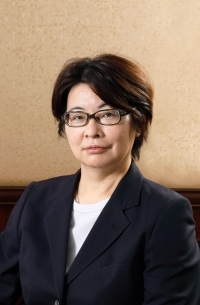
高田真里

高田真里（英語：Takata Mari）是一位日本外交官。

## 生平
1992年获得东京大学学士学位，同年进入外务省，1996年担任日本驻华大使馆二等书记官，2006年日本驻巴基斯坦大使馆一等书记官，2007年升任参赞，2008年担任日本驻香港总领事馆领事，2012年担任领事局恐怖主义对策室室长，2013年担任外务省大臣官房文化交流海外公关课长，2015年担任日本驻印度尼西亚大使馆公使，2018年担任日本驻香港总领事馆领事，2020年升任首席领事，2021年担任日本驻重庆总领事馆总领事。